# Bundesstraße 62
Pour les articles homonymes, voir Route 62.
La Bundesstraße 62 (abrégé en B 62) est une Bundesstraße reliant Roth à Barchfeld.

## Localités traversées
- Roth
- Betzdorf
- Siegen
- Erndtebrück
- Bad Laasphe
- Biedenkopf
- Kirchhain
- Kirtorf
- Alsfeld
- Niederjossa (de)
- Niederaula
- Bad Hersfeld
- Sorga (de)
- Vacha
- Dorndorf (de)
- Bad Salzungen
- Barchfeld